# Dechow
Dechow es un municipio situado en el distrito de Mecklemburgo Noroccidental, en el estado federado de Mecklemburgo-Pomerania Occidental (Alemania), a una altitud de 44 metros. 
Su población a finales de 2016 era de 186 habs. y su densidad poblacional, 12 hab/km².